# Собор Рязанских святых
Собор Рязанских святых — праздник Русской Православной церкви, установленный в память о православных подвижниках Рязанской земли. Празднование Собора совершается 10 (23) июня.
Празднование памяти Рязанских святых установлено 12 января 1987 года по инициативе архиепископа Рязанского и Касимовского Симона (Новикова) и по благословению патриарха Московского и всея Руси Пимена. День празднования был приурочен ко дню обретения мощей святителя Василия Рязанского.

## Святые
- Преподобный Илия Муромец, Печерский, в Ближних Антониевых пещерах (5 сентября 1143 — 1 января 1188 года),
- Блгв. Борис, страстотерпец, князь (+ 1015; память 2 мая, 24 июля)
- Блгв. Глеб, страстотерпец, князь (+ 1015; память 2 мая, 24 июля, 5 сентября)
- Блгв. Михаил Муромский, князь (XII; память 21 мая)
- Блгв. Феодор Муромский, князь (XII; память 21 мая)
- Сщмч. Кукша Печерский, иером., просветитель вятичей, в Ближних (Антониевых) пещерах (+ после 1114, память 27 августа)
- Блгв. Константин Святославич Муромский, князь (+ 1129; память 21 мая)
- Блгв. Ирина Муромская, княгиня, супруга св. Константина Муромского (+ ок. 1129, память 21 мая)
- Блгвв. кнн. Петр и Феврония Муромские (+ 1228; память 25 июня)
- Роман Ольгович, князь, мч. (+ 1270)
- Свт. Василий Рязанский, еп. (+ 1295; память 12 апреля, 21 мая, 10 июня, 3 июля, 10 июля, Неделя всех святых)
- Блгв. Олег Рязанский, князь (+ 1402, память 5 (18) июня  – день преставления и 10 (23) июня в сонме святых рязанской земли)
- Свт. Иона Московский, митр. Киевский и всея Руси (+ 1461, память 31 марта, 27 мая, 15 июня)
- Прп. Матфей Чернеево-Шацкий, игумен (кон. XVI в.; память 5 октября)
- Святая праведная Иулиания Лазаревская, Муромская († 1604),
- Свт. Феодорит Рязанский, архиепископ (+ 1617; память 10 сентября)
- Прп. Феодул Соловецкий, Рязанец, пустынник (сер. XVII)
- Сщмч. Мисаил Рязанский, Шацкий, архиеп. (+ 1655; память 9 апреля)
- Прп. Досифея (Тяпкина), Киевская (+ 1777; память 25 сентября)
- Блж. Василий Рязанский (Кадомский) (+ 1848; память 2 мая)
- Прп. Иларион Троекуровский, затворник (+ 1853, местная память 5 ноября)
- Свт. Филарет (в схиме Феодосий, Амфитеатров) Киевский, митр. (+ 1857; память 21 декабря)
- Свт. Гавриил (Городков), архиеп. Рязанский (+ 1862; память 7 апреля)
- Прп. Серафима Сезеновская, игумения (+ 1877; память 13 февраля)
- Свт. Феофан Затворник, Вышенский, еп. (+ 1894; память 6 января, 10 января, 16 июня)
- Святитель Мелетий, епископ Рязанский и Зарайский (11 (23) ноября 1835 — 27 января (8 февраля) 1900),
- Св. Софроний (Лисин), Ибердский (+ 1914; память 25 января)
- Сщмч. Иоанн Кочуров, прот. (+1917; память 31 октября)
- Сщмч. Матфий Рябцев, иерей (+ 1918)
- Сщмч. Николай Динариев, прот. (+ 1918; память 10 июня)
- Мч. Павел Парфенов (+ 1918; память 31 октября)
- Сщмч. Николай Пробатов, иерей (+ 1918; память 29 октября)
- Блж. Любовь Рязанская (+ 1921; память 8 февраля)
- Сщмч. Петр Успенский, прот. (+ 1930; память 10 января)
- Сщмч. Василий (Зеленцов), Прилукский, еп. (+ 1930; 25 января)
- Сщмч. Николай Постников, прот. (+ 1931; память 28 марта)
- Сщисп. Амвросий (Полянский), еп. Каменец-Подольский (+ 1932; память 7 декабря)
- Свщмч. Александр Поливановский, священник (15 (27) августа 1893 года — 10 января 1938 года).
- Свщмч. Арефа Сараевский (1888 — 10 января 1938)
- Свщмч. Леонид Викторов, священник (5 (17) марта 1891 — 10 января 1938).
- Свщмч. Пётр Радушинский, протоиерей († 10 (23) января 1930)
- Свщмч. Феоктист Боровокский, протоиерей († 28 декабря 1938 (10 января 1939))
- Блж. Матрона Анемнясевская (Белякова), исп. (+ 1936; память 16 июля)
- Прпмч. Мина (Шелаев) Рязанский, архимандрит († 1937)
- Сщмч. Димитрий Миловидов, иерей (+ 1937; память 7 августа)
- Мч. Евгений Дмитрев (+ 1937; память 18 августа)
- Сщмч. Иоанн Лебедев, прот. (+ 1937; память 27 августа)
- Сщмч. Иоанн Смирнов, прот. (+ 1937; память 27 августа)
- Мц. Наталия Козлова (+ 1937; память 1 сентября)
- Сщмч. Илия Бажанов, прот. (+ 1937; память 3 сентября)
- Мч. Владимир Правдолюбов (+ 1937; память 21 сентября)
- Прмч. Василий (Цветков), архим. (+1937; память 4 октября)
- Сщмч. Иувеналий (Масловский), Рязанский, архиеп. (+ 1937; память 11 октября)
- Сщмч. Александр Андреев, прот. (+ 1937; память 22 октября)
- Сщмч. Гавриил Масленников, иерей (+ 1937; память 5 ноября)
- Сщмч. Михаил Дмитрев, прот. (+ 1937; память 19 ноября)
- Сщмч. Алексий Аманов, прот. (+ 1937; память 20 ноября)
- Сщмч. Назарий Грибков, прот. (+ 1937; память 26 ноября)
- Сщмч. Сергий Аманов, иерей (+ 1937; 27 ноября)
- Мч. Дорофей Климашев (+ 1937; память 10 декабря)
- Сщмч. Евгений Харьков, прот. (+ 1937; память 10 декабря)
- Сщмч. Николай Карасёв, иерей (+ 1937; память 10 декабря)
- Мч. Михаил Якунькин (+ 1937; память 10 декабря)
- Сщмч. Анатолий Правдолюбов, прот. (+ 1937; память 10 декабря)
- Сщмч. Константин Бажанов, прот. (+ 1937; память 10 декабря)
- Мч. Лаврентий Когтев (+ 1937; память 10 декабря)
- Прмч. Сергий (Сорокин), иером. (+ 1937; 10 декабря)
- Мч. Петр Гришин (+ 1937; память 10 декабря)
- Сщмч. Александр Туберовский, прот. (+ 1937; память 10 декабря)
- Мч. Евсевий Тряхов (+ 1937; память 10 декабря)
- Мц. Александра Устюхина (+ 1937; память 10 декабря)
- Мч. Григорий Берденев (+ 1937; память 10 декабря)
- Мц. Татиана Егорова (+ 1937; память 10 декабря)
- Сщмч. Феоктист Хоперсков, прот. (+ 1937; память 28 декабря)
- Мц. Евдокия Мартишкина (+ после 1937; память 10 декабря)
- Сщмч. Игнатий (Садковский), еп. Скопинский (+ 1938; память 28 января)
- Сщмч Андрей Ясенев, прот. (+ 1938; память 22 февраля)
- Сщмч. Михаил Букринский, иерей (+ 1938; память 1 марта)
- Сщмч. Сергий Кротков, прот. (+ 1938; память 18 июня)
- Сщмч. Александр Цицеронов, иерей (+ 1938; память 28 декабря)
- Сщмч. Арефа Насонов, иерей (+ 1938; память 28 декабря)
- Сщмч. Павел Добромыслов, прот. (+ 1940; память 20 января)
- Сщмч. Иоанн Ансеров, иерей (+ 1940; память 23 апреля)
- Мц. Вера Самсонова, ктитор (+ 1940; память 1 июнь)
- Сщисп. Вассиан (Пятницкий), Тамбовский, архиеп. (+ 1940; 14 декабря)
- Исп. Александр Орлов, иерей (+ 1941; память 14 апреля)
- Сщмч. Николай Правдолюбов, иерей (+ 1941; память 31 июля)
- Сщмч. Петр Крестов, прот. (+ 1941; память 6 декабря)
- Прмч. Филарет (Пряхин), игумен (+ 1942; память 22 февраля)
- Исп. Анна Ивашкина (+ 1948; память 10 декабря)
- Исп. Татиана Бякирева (+ 1948; память 10 декабря)
- Сщисп. Сергий Правдолюбов, прот. (+ 1950; память 21 сентября, 5 декабря)
- Исп. Фекла Макушева (+ 1954; память 10 декабря)
- Присп. Анна (Столярова), схимонахиня (+ 1958; память 10 декабря)